# 1943年逝世人物列表
1943年逝世人物列表：1月 - 2月 - 3月 - 4月 - 5月 - 6月 - 7月 - 8月 - 9月 - 10月 - 11月 - 12月
下面是1943年逝世的知名人士列表。

## 1月

### 1日
- 瑪德琳·巴克萊，法國國有企業間諜特工

### 2日
- 卡齊姆·科庫利，阿爾巴尼亞政治家，阿爾巴尼亞代理總理（被謀殺）
- 威廉·洛倫茨，德國將軍（因傷去世）

### 3日
- 尤西夫·瓦齊爾·查曼扎明利，亞塞拜然政治家和作家[1]
- 比德·麥克菲，美國棒球運動員，美國職業棒球大聯盟名人堂成員

### 4日
- 咸宜帝，越南皇帝
- 耶日·伊萬諾-薩伊諾維奇，希臘出生的波蘭運動員，抵抗運動成員（被處決）
- 凱特·普萊斯，愛爾蘭出生的美國女演員

### 5日
- 喬治·華盛頓·卡弗，非裔美國植物學家

### 7日
- 乔治·华盛顿·克赖尔，克利夫蘭診所的創始人
- 尼古拉·特斯拉，克羅埃西亞出生的美國電氣工程師、發明家

### 8日
- 理查·希拉蕊，澳大利亞出生的英國不列顛之戰噴火戰鬥機飛行員、作家（在現役中因航空事故而喪生）

### 9日
- RG 科林伍德，英國哲學家、歷史學家和考古學家

### 10日
- 路易斯·霍爾，美國士兵（現役陣亡）

### 11日
- 奧古斯丁·佩德羅·胡斯托，阿根廷軍官、外交官和政治家，阿根廷第23任總統

### 12日
- 揚·坎佩特，荷蘭記者、作家（在諾因加姆集中營）

### 13日
- 亨納·漢高，德國網球冠軍（陣亡）
- 澤維爾·馬丁內斯，墨西哥出生的美國畫家
- 埃爾澤·烏里，德國作家、兒童讀物作家

### 14日
- 蘿拉·理查茲，美國作家

### 15日
- 埃裡克·奈特，美國作家

### 16日
- 威廉·阿布斯諾特·萊恩，英國外科醫生

### 17日
- 簡·艾薇兒，法國舞蹈家
- 泰姬·阿爾丁·哈薩尼，敘利亞政治家，敘利亞第六任總理和敘利亞第六任總統

### 18日
- 烏爾班·雅各·拉斯穆斯·博雷森，挪威海軍上將和行業領袖

### 19日
- 威廉·佩蒂格魯，英國基督教傳教士

### 20日
- 賈科莫·本韋努蒂，義大利作曲家[2]
- 马克斯·弗拉迪米尔·冯·贝克，奧地利前部長兼總統

### 21日
- 艾莫·卡洛·卡扬德，芬蘭第七任總理
- 康斯坦丁諾斯·達瓦基斯，希臘軍官（死於傷勢）

### 22日
- 久拉·佩德爾，匈牙利第23任總理

### 23日
- 亞歷山大·伍爾科特，美國評論家

### 26日
- 哈裡·勞克林，美國優生學家[3]
- 尼古拉·瓦维洛夫，俄羅斯人，蘇聯植物學家，遺傳學家

### 29日
- 亨麗埃特·卡約，法國殺人犯、社交名媛和法國前總理的妻子
- 弗拉基米尔·科科夫佐夫，俄羅斯帝國部長會議第四任主席

## 2月

### 1日
- 福伊·德雷珀，美國奧運運動員（陣亡）

### 2日
- 阿爾弗雷德·卡文迪許，英國將軍
- 比卡內爾大君甘加·辛格

### 4日
- 弗蘭克·考爾德，出生於英國的加拿大冰球主管，第一任國家冰球聯盟主席
- 林銑十郎，日本陸軍司令官、政治家和日本第22任首相

### 5日
- 西姆·戈克斯，荷蘭作曲家（奧斯威辛集中營）
- W.S.范戴克，美國導演

### 9日
- 尤斯塔斯·費因斯，英國士兵、政治家
- 德米特裡·卡爾多夫斯基，蘇聯畫家、插畫家

### 10日
- 斯韋雷·格蘭倫德，挪威將軍
- 詹姆斯·鮑爾斯，美國演員

### 11日
- 貝絲·胡迪尼，哈利·胡迪尼的美國妻子

### 14日
- 大卫·希尔伯特，德国数学家

### 15日
- 查理斯·貝內特，美國演員

### 16日
- 保羅·拉努斯·格裡弗，美國政治家

### 18日
- 雷金納德·平尼，英國陸軍上將

### 19日
- 揚·皮耶卡烏凱維奇，波蘭經濟學家、統計學家和政治家

### 20日
- 歐內斯特·古列爾米內蒂，瑞士醫生
- 唐納德·海恩斯，美國演員

### 22日
- 塔瑪拉·德拉辛，俄羅斯出生的美國歌手、女演員
- 克裡斯托夫·普羅布斯特，德國白玫瑰抵抗組織成員（被處決）
- 本·羅伯遜，美國小說家、記者和戰地記者
- 漢斯·肖爾，德國白玫瑰抵抗運動成員（被處決）
- 索菲·肖爾，德國白玫瑰抵抗運動成員（被處決）

### 23日
- 愛德華·希頓-埃利斯，英國海軍中將
- 格裡戈里·克拉夫琴科，蘇聯試飛員和空軍將軍（陣亡）
- 卡爾·利奧波德·馮·穆勒，德國軍官、記者、作家和政治家

### 26日
- 特奥多尔·艾克，德國納粹官員（陣亡）

### 27日
- 瑪麗亞·約瑟法·卡羅琳娜·布拉德，瑞士羅馬天主教，自稱和祝福的宗教人士

## 3月

### 1日
- 亞歷山大·耶爾森，瑞士-法國醫生和細菌學家

### 2日
- 吉塞拉·雅努謝夫斯卡，奧地利醫生（在特萊西恩施塔特集中營）

### 3日
- 拉斐爾·洛佩斯·努薩，波多黎各醫生

### 6日
- 吉米·科林斯，美國棒球運動員，美國職業棒球大聯盟名人堂成員

### 8日
- 阿爾瑪德爾班科，德國畫家（自殺）
- 西普托曼古庫蘇莫，印尼獨立領袖

### 9日
- 奧托·弗倫德利希，德國畫家、雕塑家（在馬伊達內克集中營遇害）

### 10日
- 勞倫斯·賓尼恩，英國詩人和學者[4]
- 塔利·馬歇爾，美國角色演員

### 12日
- 切斯瓦娃·克沃卡，波蘭羅馬天主教修女和祝福（在奧斯威辛集中營遇害）
- 古斯塔夫·維格蘭，挪威雕塑家

### 13日
- 亞普·努內斯·瓦茲，荷蘭記者、作家和編輯（在索比堡滅絕營遇害）

### 19日
- 弗蘭克·尼蒂，義大利出生的美國黑幫（自殺）

### 20日
- 莉齊卡·揚查爾，斯洛維尼亞遊擊隊員，民族英雄（被民兵殺害）
- 海因里希·齊默，德國出生的印度學家、歷史學家（肺炎）

### 22日
- 漢斯·沃爾克，德國奧運運動員（被遊擊隊殺害）

### 23日
- 克萊夫子爵默文·赫伯特，英國同齡人，陸軍軍官（在航空事故中因現役而喪生）

### 27日
- 第8代戈爾韋子爵喬治·蒙克頓-阿倫德爾，英國政治家，第5任紐西蘭總督

### 28日
- 本·大衛斯，英國男高音
- 洛倫佐·加斯帕里，義大利海軍上將（在意外爆炸中喪生）
- 愛德華·赫倫-艾倫，英國博學家、律師、科學家和學者
- 羅伯特·W·保羅，英國電影導演
- 谢尔盖·拉赫玛尼诺夫，蘇聯作曲家

### 30日
- 瑪麗亞·雷斯蒂圖塔·卡夫卡，德國羅馬天主教修女和祝福（被處決）

### 31日
- 帕维尔·尼古拉耶维奇·米留科夫，流亡俄羅斯政治家、立憲民主黨創始人和領導人

## 4月

### 1日
- 瓦希達·馬格拉伊利奇，南斯拉夫遊擊隊員，民族英雄（在戰鬥中陣亡）

### 3日
- 康拉德·维德，德國演員

### 5日
- W.G.霍華德·格裡滕，英國大律師、作家和保守派政治家

### 6日
- 亚历山大·米勒兰，法國政治家、法國第41任總理和法國第11任總統

### 7日
- 奧古斯特·奧多倫特，法國歷史學家、考古學家

### 8日
- 哈裡·鮑爾，法國演員
- 伊塔瑪律·本-阿維，以色列活動家
- 湯瑪斯·加里多·卡納巴爾，墨西哥政治家、革命家
- 奧托和埃利斯·漢佩爾，德國反納粹抵抗組織成員（被處決）
- 理查·西爾斯，美國網球冠軍

### 9日
- 菲力浦·斯利爾，荷蘭猶太排字員（在索比堡滅絕營）

### 11日
- 金明植，韓國獨立活動家

### 13日
- 奧斯卡·施萊默，德國畫家、雕塑家、設計師和編舞家

### 15日
- 威廉·阿瑟·肖，英国历史学家

### 16日
- 卡洛斯·阿尼切斯，西班牙劇作家

### 18日
- 山本五十六，日本联合舰队元帥，其乘坐的一式陆上攻擊機被P-38闪电战斗机击落，死于复仇行动。

### 21日
- 裡哈德·雅科皮奇，南斯拉夫畫家

### 24日
- 肯尼斯·懷廷，美國海軍軍官、潛艇和海軍航空先驅
- 庫爾特·馮·哈默斯坦-埃誇德，德國將軍

### 30日
- 艾迪·哈梅爾，美國足球運動員（死於奧斯威辛集中營）[5]
- 奧托·傑斯佩森，丹麥語言學家，伊多語和諾維亞語的創造者[6]
- 比阿特麗斯·韋伯，英國社會學家、經濟學家、歷史學家和社會改革家

## 5月

### 1日
- 約翰·奧斯卡·史密斯，挪威基督教領袖，布倫斯塔德基督教會創始人

### 3日
- 弗蘭克·麥克斯韋·安德魯斯，美國將軍（飛機失事）

### 4日
- 塞西拉·費拉尼，義大利女高音
- 薩維里奧·馬婁塔，義大利海軍軍官（陣亡）

### 5日
- 格熱戈日·博萊斯瓦夫·弗拉科維亞克，波蘭羅馬天主教神父，殉道者和祝福者（被處決）
- 第一代休爾特子爵戈登·休爾特，英國政治家、法官

### 7日
- Fethi Okyar，土耳其外交官、政治家和土耳其第二任總理

### 8日
- 米羅斯拉夫·薩洛姆·弗賴貝格，南斯拉夫拉比、作家和精神領袖（在奧斯威辛集中營遇害）

### 14日
- 喬治，薩克森王儲，天主教神父
- 亨利·拉方丹，比利時律師、作家和諾貝爾獎獲得者

### 15日
- 霍斯特·漢尼格，德國空軍戰鬥機王牌

### 17日
- 約翰娜·埃爾伯斯基興，德國女權主義者
- 蒙塔古·洛夫，英國演員

### 19日
- 克利斯蒂安·勞德，蘇聯畫家

### 20日
- 約翰·斯通，美國物理學家、發明家

### 22日
- 海倫·赫倫·塔虎脫，美国第一夫人

### 24日
- 約翰內斯·奧拉斯馬，愛沙尼亞陸軍將軍（勞改營）

### 25日
- 阿裡·里卡比，敘利亞第一任總理，兩屆約旦總理

### 26日
- 埃德塞尔·福特，美國商人，福特汽車公司總裁

### 27日
- 戈登·科茨，紐西蘭第21任總理

### 31日
- 巴伐利亞的喬治親王，天主教神父
- 赫爾穆特·卡普，德國蓋世太保官員（被遊擊隊殺害）

## 6月

### 1日
- 伊斯特萬·巴爾奇，匈牙利政治家
- 莱斯利·霍华德，英國演員（飛機被擊落）

### 2日
- 尼羅·金尼克，美國運動員，海斯曼獎盃得主（在現役中因航空事故而犧牲）

### 3日
- 奧斯古德·漢伯里，英國飛行員（現役陣亡）

### 4日
- 埃德温·泰勒·波洛克，美国海军职业军官
- 弗朗切斯科·皮安佐拉，義大利羅馬天主教神父和祝福
- 克米特·羅斯福，美國探險家，作家（自殺）

### 10日
- 摩洛哥蘇丹阿卜杜勒-阿齊茲

### 12日
- 漢斯·容克曼，德國演員

### 26日
- 卡尔·兰德施泰纳，奧地利生物學家、醫生

### 28日
- 彼得羅·波切利，義大利雕塑家

### 30日
- 克利斯蒂安·克利斯蒂安森，挪威探險家

## 7月

### 2日
- 愛麗絲·瑪麗·多德，美國教育家和詩人

### 4日
- 塞瓦特·阿巴斯·古勒，土耳其軍官
- 戈登·西德尼·哈靈頓，加拿大政治家
- 佐菲亞·萊希尼奧夫斯卡，波蘭軍官（航空事故）
- 瓦迪斯瓦夫·西科尔斯基，波蘭流亡總理（航空事故）
- 查理斯·史蒂文森，美國無聲電影演員

### 5日
- 萊昂納多·費魯利，義大利飛行員（陣亡）
- 卡齊米日·朱諾薩-斯泰波夫斯基，波蘭演員

### 6日
- 秋山輝男，日本海軍上將（陣亡）
- 納扎里亞·伊格納西亞·馬奇·梅薩，西班牙出生的羅馬天主教修女，被封為聖徒

### 8日
- 让·穆兰，法國抵抗戰士（在拘留期間因自殺未遂而受傷）
- 哈裡·奧克斯，美國出生的英國金礦老闆（被謀殺）

### 11日
- 歐根·洛維內斯庫，羅馬尼亞評論家、學者和小說家

### 12日
- 塞西莉亞·洛夫圖斯，蘇格蘭出生的女演員

### 13日
- 洛倫佐·巴塞拉塔，墨西哥作曲家
- 瑪麗安娜·比爾納卡，波蘭羅馬天主教修女，殉道者和祝福者（被殺）
- 盧茲·朗，德國跳遠運動員（陣亡）
- 亞歷山大·許墨瑞，出生於俄羅斯的德國白玫瑰抵抗組織成員，東正教的激情承載者和聖人（被處決）

### 14日
- 瑪麗亞·博羅維奇科，蘇聯醫務官（陣亡）

### 16日
- 索爾·拉斐爾·蘭道，波蘭猶太律師、記者、公關人員和猶太復國主義活動家

### 19日
- 馬丁·浮士德，美國電影演員
- 朱塞佩·特拉尼，義大利建築師

### 20日
- 瑪麗亞·蓋伊，西班牙歌劇歌手
- 查理斯·黑澤利烏斯·斯滕伯格，美國化石收藏家和古生物學家

### 21日
- 何塞·朱拉多·德拉帕拉，西班牙記者、詩人和劇作家
- 查尔斯·帕多克，美國短跑運動員（航空事故）
- 路易·沃克塞爾，法國藝術評論家
- 西奧多·馮·蓋拉爾，德國法學家、政治家

### 23日
- 馬里奧·尼科利斯·迪·羅比蘭特，義大利將軍

### 26日
- 路易士·巴羅斯·博爾戈尼奧，智利政治家

### 28日
- 查理斯·格蘭瓦爾，法國演員

### 29日
- 威廉·尤爾特·哈特，澳大利亞飛行員、牙醫

### 30日
- 馬克斯·艾廷貢，白俄羅斯裔德國醫生和精神分析學家

### 31日
- 茲齊斯瓦夫·盧博米爾斯基，波蘭貴族、地主、律師、政治家和活動家
- 詹姆斯·麥克拉克倫，英國飛行王牌
- 赫德利·維里蒂，英國板球運動員
- 羅傑·楊，美國士兵，在歌曲《羅傑·楊的歌謠》中回憶道（在行動中陣亡）

## 8月

### 1日
- 諾沃格羅德克的殉道者，波蘭修女，殉道者和祝福者（被處決）
- 林森，中國國民政府主席

### 5日
- 約瑟夫·阿帕納森科，蘇聯指揮官（陣亡）
- 伊娃-瑪麗亞·布赫，德國抵抗運動領袖（被處決）

### 9日
- 法蘭茲·雅各史塔特，奧地利依良心拒服兵役者、烈士和祝福者（被處決）
- 柴姆·苏丁，俄羅斯出生的畫家

### 12日
- 鮑比·皮爾，英國板球運動員

### 14日
- 喬·凱利，美國棒球運動員，美國職業棒球大聯盟名人堂成員

### 18日
- 漢斯·耶匈尼克，德國將軍（自殺）

### 21日
- 亨里克·龐托皮丹，丹麥作家，諾貝爾獎獲得者

### 22日
- 維爾吉利奧·達維拉，波多黎各詩人、教育家、商人和政治家

### 23日
- 西蒙娜·韋伊，社會活動家

### 24日
- 埃托雷·穆蒂，義大利法西斯政治家（被捕時被槍殺）
- 西蒙娜·威爾，法國哲學家

### 26日
- 泰德·雷，英國高爾夫球手

### 27日
- 威廉·德·伯格，英國哲學家
- 康斯坦丁·普雷讚，羅馬尼亞將軍，羅馬尼亞元帥

### 28日
- 保加利亞國王鲍里斯三世

### 29日
- 巴巴·南德·辛格，旁遮普錫克教宗教領袖，聖人

### 31日
- 古斯塔夫·巴赫曼，德國海軍軍官、海軍上將

## 9月

### 1日
- 查理斯·阿坦迦納，喀麥隆酋長

### 2日
- 馬斯登·哈特利，美國現代主義藝術家

### 6日
- 雷金纳德·麦克纳，英國財政大臣 1915–1916

### 7日
- 蓋薩·葛籣瓦爾德，匈牙利數學家
- 卡爾羅伯特·克雷滕，德國鋼琴家（被處決）

### 8日
- 朱利叶斯·伏契克，捷克作家

### 9日
- 卡洛·貝爾加米尼，義大利海軍上將（陣亡）
- 薩爾瓦多·約翰·卡瓦拉羅，美國海軍軍官（陣亡）
- 費德里科·馬蒂南戈，義大利飛行員（陣亡）

### 13日
- 大衛·培根，美國電影演員
- 乌戈·卡瓦莱罗，義大利陸軍上將（自殺）

### 17日
- 在波納里大屠殺中喪生
  - 卡齊米日·佩爾察爾，波蘭腫瘤學家，學者
  - 米奇斯瓦夫·維托爾德·古特科夫斯基，波蘭律師

### 19日
- 傑曼·塞爾奈，法國女中音

### 23日
- 埃莉诺·格林，英國作家、評論家
- 恩斯特·特裡格，瑞典教授、政治家和瑞典第19任首相

### 26日
- 亨利·費爾特，法國抵抗運動戰士[7]

### 27日
- 陳潭秋，中國共產黨創始人之一，中共一大代表，被新疆軍閥盛世才殺害。
- 毛泽民，毛泽东的弟弟，被新疆軍閥盛世才殺害。
- 威洛比·漢密爾頓，愛爾蘭網球運動員

### 28日
- 山姆·魯本，美國化學家
- 菲力浦·伊光納托，意大利遊擊隊員，軍事英勇金質勳章

### 30日
- 约翰·路德维格·莫温克尔，挪威商人，挪威首相[8]
- 阿道夫·保羅，瑞典小說家、劇作家

## 10月

### 2日
- 卡洛斯·布蘭科·加林多，玻利維亞第32任總統
- 穆罕默德·哈季芬迪奇，南斯拉夫軍官（被遊擊隊殺害）

### 4日
- 伊雷娜·伊瓦科維奇，波蘭將軍（被謀殺）

### 5日
- 萊昂·羅波羅，美國爵士單簧管演奏家

### 6日
- 释照空，匈牙利冒險家

### 7日
- 黑森州克裡斯托夫親王（航空事故）

### 8日
- 瑪麗安·戈爾茨，奧地利出生的歌劇演唱家，二戰抵抗運動成員（被處決）
- 威廉·黑格爾，德國小說家

### 9日
- 彼得·塞曼，荷兰物理学家

### 12日
- 馬克斯·韋特海默，奧匈帝國心理學家

### 14日
- 魯道夫·貝克曼，德國黨衛軍軍官（索比堡起義）
- 齊格弗裡德·格雷茨庫斯，德國黨衛軍軍官（索比堡起義）
- 约翰·尼曼，德國黨衛軍軍官（索比堡起義）

### 15日
- 威廉·彭哈洛·亨德森，美國畫家、建築師和傢具設計師

### 18日
- 瑪格麗特·巴塞洛繆，美國民航巡邏官（執行任務遇航空事故）

### 19日
- 卡米耶·克洛岱爾，法國雕塑家

### 21日
- 達德利·龐德，英國海軍上將

### 22日
- 雷金纳德·霍尔，英國海軍上將

### 23日
- 安德列·安托萬，法國演員
- 本·伯尼，美國爵士小提琴家
- 安東尼奧·萊格納尼，義大利海軍上將（車禍）
- 弗朗西斯卡·曼，波蘭舞蹈家（在奧斯威辛集中營遇害）

### 24日
- 赫克托·德·聖丹尼斯·加諾，加拿大詩人、律師

### 26日
- 約瑟夫·威德納，美國藝術收藏家和慈善家[9]

### 28日
- 奧雷爾·斯坦因，匈牙利出生的英國考古學家

### 30日
- 馬克斯·萊因哈特，奧地利導演

## 11月

### 2日
- 卡洛斯·布蘭科·加林多，玻利維亞第32任總統
- 穆罕默德·哈季芬迪奇，南斯拉夫軍官（被遊擊隊殺害）

### 4日
- 伊雷娜·伊瓦科維奇，波蘭將軍（被謀殺）

### 5日
- 萊昂·羅波羅，美國爵士單簧管演奏家

### 6日
- 伊格納茲·特雷比奇-林肯，匈牙利冒險家

### 7日
- 黑森州克裡斯托夫親王（航空事故）

### 8日
- 瑪麗安·戈爾茨，奧地利出生的歌劇演唱家，二戰抵抗運動成員（被處決）
- 威廉·黑格爾，德國小說家

### 9日
- 彼得·塞曼，荷蘭物理學家，諾貝爾獎獲得者

### 12日
- 馬克斯·韋特海默，奧匈帝國心理學家

### 14日
- 魯道夫·貝克曼，德國黨衛軍軍官（索比堡起義）
- 齊格弗裡德·格雷茨庫斯，德國黨衛軍軍官（索比堡起義）
- 约翰·尼曼，德國黨衛軍軍官（索比堡起義）

### 15日
- 威廉·彭哈洛·亨德森，美國畫家、建築師和傢具設計師

### 18日
- 瑪格麗特·巴塞洛繆，美國民航巡邏官（執行任務的航空事故）

### 19日
- 卡米耶·克洛岱爾，法國雕塑家

### 21日
- 達德利·龐德，英國海軍上將

### 22日
- 雷金纳德·霍尔，英國海軍上將

### 23日
- 安德列·安托萬，法國演員
- 本·伯尼，美國爵士小提琴家
- 安東尼奧·萊格納尼，義大利海軍上將（車禍）
- 弗朗西斯卡·曼，波蘭舞蹈家（在奧斯威辛集中營遇害）

### 24日
- 法蘭西·巴蘭蒂奇，南斯拉夫詩人（陣亡）
- 多麗絲·米勒，非裔美國水手，珍珠港倖存者（陣亡）

### 25日
- 雷納托·西亞倫特，義大利電影演員

### 26日
- 薩克森-科堡-哥達的胡貝圖斯親王
- 爱德华·奥黑尔，美國戰鬥機飛行員（陣亡）

### 28日
- 亞歷山大·赫拉特，蘇聯政治家

### 29日
- 索特·夏仙義，匈牙利作家、劇作家、翻譯家和作家

## 12月

### 1日
- 安東尼奧·德·維蒂·德·馬可，義大利經濟學家
- 丹龍·拉差努帕，泰國王子，歷史學家

### 2日
- 諾達爾·格裡格，挪威詩人、小說家、記者和活動家（作為戰地記者在行動中喪生）

### 6日
- G.O.史密斯，英國運動員

### 7日
- 漢密爾頓·蘭姆，澳大利亞政治家、士兵（日本戰俘營）

### 8日
- 唐納德·麥金托什，英國神職人員、羅馬天主教主教和牧師

### 9日
- 喬治·庫珀，美國無聲電影演員
- 喬治·杜弗雷諾伊，法國後印象派畫家

### 10日
- 查理斯·貝爾徹，美國電影演員

### 13日
- 埃裡希·加斯克，德國政治活動家（被處決）

### 14日
- 約翰·哈威·凱洛格，美國醫生、營養學家

### 15日
- 法茨·沃勒，非裔美國爵士鋼琴家（肺炎）

### 18日
- 赫克托·格雷，英國皇家空軍軍官（在日本戰俘營被處決）

### 20日
- 愛德華·比奇，美國海軍軍官、作家

### 22日
- 碧雅翠絲·波特，英國兒童作家、插畫家

### 23日
- 弗雷德里克·費舍爾，英國海軍上將

### 25日
- 威廉·歐文，德國出生的美國電影演員

### 26日
- 埃裡希·貝，德國海軍上將（陣亡）

### 27日
- 鲁珀特·朱利安，紐西蘭演員、導演
- 克里爾曼·麥克亞瑟，加拿大商人、政治家

### 30日
- 霍巴特·博斯沃思，美國電影演員、導演、作家和製片人